# 路川あかり
路川 あかり（みちかわ あかり、1995年9月4日 - ）は、日本の女優である。
茨城県出身。血液型A型。身長157cm。
オープンロードに所属し、2006年度に放送された誰よりもママを愛すで初のテレビ出演。テレビドラマを中心に担当。
趣味は猫と遊ぶこと。

## テレビ

### テレビドラマ
- 日曜劇場「誰よりもママを愛す」（2006年、TBS）
- 地獄少女（2006年12月9日、静岡第一テレビ・日本テレビ）
- 受験の神様（2007年、日本テレビ） - 6年1組クラスメイト役
- 土曜プレミアム「ありがとう!チャンピイ」（2008年9月13日、フジテレビ）
- 熱血シングル・ファザー〜新聞記者・新庄圭吾の事件ファイル〜3（2016年） ‐ 南田由里恵 役

## 映画
- 「Dear Friends」（2007年2月3日、東映）